# Aspley Guise
Aspley Guise egy falu Angliában, Bedfordshire megyében kb. 2200 lakossal. A Közép Bedfordshirei Járási Tanácshoz és a Bedfordshirei Megyei Tanácshoz tartozik.
Aspley Guiseban található a 'The Rookery' (A varjútanya), egy viktóriánus udvarház, ahol a második világháború alatt hírszerző-bázis működött.
A faluban található még másik három híres történelmi ház - Aspley House, Guise House és az Old House. A legelsőt 1695-ben építette Christopher Wren, majd 1750-ben átépítették. A 18. században a Guise House adott otthont az 'Aspley Classical Academy'nek. Az Old Houset 1575-ben építették fából.
A faluban rengeteg kis bájos házikó van, ami visszamaradt a korai György korabeli építészetből. Található még egy vasútállomás, egy igazán kis állomás a Marston Vale vonalon.

## A népesség alakulása
- 1801 - 679
- 1811 - 825
- 1821 - 848
- 1831 - 1,014
- 1841 - 1,139
- 1851 - 1,303
- 1861 - 1,437
- 1871 - 1,519
- 1881 - 1,445
- 1891 - 1,230
- 1901 - 1.261
- 1911 - 1,277
- 1921 - 1,231
- 1931 - 1,105
- 1951 - 1,533
- 1961 - 1,921
- 1971 - 2,046
- 1981 - 2,289
- 1991 - 2,171
- 2001 - 2,183

## Fordítás
- Ez a szócikk részben vagy egészben  az   Aspley Guise című angol Wikipédia-szócikk ezen változatának fordításán alapul.  Az eredeti cikk szerkesztőit annak laptörténete sorolja fel. Ez a jelzés csupán a megfogalmazás eredetét és a szerzői jogokat jelzi, nem szolgál a cikkben szereplő információk forrásmegjelöléseként.